# Die Frau von heute
Die Frau von heute war eine illustrierte Frauenzeitschrift in der Sowjetischen Besatzungszone und der DDR. Sie erschien von 1946 bis 1962 und ist nicht identisch mit der wöchentlichen Frauenzeitschrift "Frau von heute", die bei Funke Medien erscheint.
Die erste Nummer der Zeitschrift erschien am 1. Februar 1946 in der sowjetischen Besatzungszone als Organ der Kommunalen Frauenausschüsse im Allgemeinen Deutschen Verlag, Ost-Berlin, Jägerstrasse 10-11.
Bis zum November 1947 galt sie als Organ der kommunalen Frauenausschüsse der sowjetischen Besatzungszone, ab Heft Nr. 5 1948 übernahm der Demokratische Frauenbund Deutschlands (DFD) die Herausgeberschaft, die er bis zur Einstellung der Zeitschrift Ende 1962 behielt. Im gleichen Jahr 1948 wechselte die Zeitschrift auf Beschluss des SED-Sekretariats den Verlag und erschien bis 1953 im Deutschen Frauenverlag GmbH Berlin, ab 1953 im Verlag für die Frau Leipzig.
Nach Gründung der DDR 1949 wurden alle bestehenden Frauenzeitschriften der sowjetischen Besatzungszone – wie  der Deutsche Frauen-Pressedienst, Neues Frauenleben, Die Berlinerin, Für Dich –  in Die Frau von heute integriert oder aufgelöst. Seit 1950 erschien Die Frau von heute als einzige Frauenzeitschrift der DDR. Für die Bundesrepublik Deutschland wurde von 1953 bis zum Verbot 1958 eine gesonderte Ausgabe der Zeitschrift Die Frau von heute hergestellt, die vierteljährlich erschien.
Erste Chefredakteurin war Charlotte Hohmann, ihr folgte 1948 Majoll Charlotte Büttner, nach deren Ablösung 1951 übernahm Ilse Reinicke kurzzeitig die Leitung und nach deren Ablösung bzw. deren Verlassen der DDR  wurde Ursula Wohlenberg 1953 bis 1962 Chefredakteurin.
Die Auflagenhöhe schwankte in den Jahren 1946 bis 1962 zwischen 300.000 und 600.000 Exemplaren.
In der DDR wurde 1963 die Frauenillustrierte Für Dich wiederum Nachfolgerin der Frau von heute.